# 洪紀
洪紀（？—1852年），台灣嘉義人，台灣清治時期民變領袖。

## 生平
清代臺灣俗稱羅漢腳的遊民充斥，常有遊民以反清抗官名義起事。
1851年12月，遊民洪紀自稱總統帥，聚遊民數千人準備攻擊嘉義台南交界的官佃（今官田區）。該集團另以吳仰一為元帥，李兆基，胡枝梅等人為先鋒軍師等，以紅布為號，並集結當地遊民數千人，並分成四大股首，攻擊官田。
該動亂約十五天，經台灣鎮總兵葉紹春平定，紀等悉遭擒斬。